# The Creeping Terror
The Creeping Terror ist ein US-amerikanischer Horrorfilm von Vic Savage aus dem Jahr 1964.

## Handlung
Martin Gordon und seine Frau Brett kehren aus den Flitterwochen in die kleine kalifornische Stadt Angel County zurück, wo Martins Onkel Ben als Sheriff arbeitet. Martin wird einst seinen Posten übernehmen. Bei Willow Creek ereignet sich unterdessen ein Flugzeugabsturz. Bretts Mitarbeiter Jeff fährt bereits zum Unglücksort vor. Brett fängt Martin und Brett ab, sodass sie kurz darauf zu dritt am Unglücksort ankommen. Jeff ist nicht zu entdecken, doch finden die drei seinen Wagen und Cowboyhut unweit des abgestürzten Flugobjekts, das eher wie eine große Rakete aussieht. Ben kriecht in die Rakete, die äußerlich keinerlei Schaden erkennen lässt. Kurz darauf ertönen seine panischen Schreie im Inneren. Martin alarmiert das Militär.
Jeff und auch Brett gelten als tot, sodass Martin provisorisch der neue Sheriff wird. Colonel James Caldwell erscheint mit seinen Soldaten und untersucht das Flugobjekt. Zwei Soldaten erkennen im Inneren ein fixiertes Monster, dem sie nicht zu nahekommen. Caldwell fordert den Spezialisten Dr. Bradford an, der sich auf die Kommunikation mit außerirdischem Leben spezialisiert hat. Das Alien scheint jedoch eine Kommunikation mit dem Experten zu verweigern.
Aus dem Raumschiff ist unerkannt ein zweites Monster entwichen und mordet sich durch die Gegend. Frauen, Greise und Kinder fallen dem Monster zum Opfer, zudem eine ganze Jugendgruppe und zahlreiche Besucher eines Tanzlokals. Erst bei einem Angriff auf einem Parkplatz kann ein Mann entkommen und das Militär informieren. Bradford, Martin, Brett sowie Caldwell und seine Männer erscheinen. Bradford fordert, dass das Monster lebend gefasst wird. Beim Versuch, das Wesen zu überwältigen, werden zahlreiche Soldaten getötet. Caldwell bringt das Monster schließlich mit einer Handgranate um. Bradford entdeckt im Leichnam des Monsters ein elektronisches Übertragungsgerät. Er eilt zum Raumschiff zurück, wo er die Geräte im Inneren überprüft; es kommt zur Explosion, bei der das bisher fixierte Monster freigelassen wird. Es verletzt Bradford schwer. Der Wissenschaftler erklärt Martin, dass das Monster die Menschen nicht nur getötet, sondern auch analysiert hat, um eine Schwachstelle der Menschen zu finden, was einen zukünftigen Angriff erleichtern soll. Martin müsse eine Übertragung der Daten ins All verhindern. Martin gibt zwar sein Bestes, kann die Maschinerie des Raumschiffs jedoch nicht zerstören, sodass die Daten versendet werden. Bradford gibt seiner Hoffnung Ausdruck, dass die beiden Alien möglicherweise die letzten ihrer Art waren oder sich die Menschheit bei einem Angriff in der Zukunft schon so sehr weiterentwickelt hat, dass sie die Aliens besiegen kann. Anschließend stirbt er in Martins Armen.

## Produktion
The Creeping Terror, Alternativtitel The Crawling Monster, wurde im Sommer 1963 auf der Spahn Movie Ranch gedreht. Das Budget des Films war sehr niedrig, so erinnerte sich Darsteller William Thourlby, dass niemand für seine Arbeit bezahlt wurde. Als der Regisseur und Hauptdarsteller Vic Savage kurz vor Ende der Fertigstellung verschwand, nahm Thourlby die Filmrollen an sich, die in einem schlechten Zustand waren, so fehlte in zahlreichen Szenen der Ton. Teile des Films mussten daher nachsynchronisiert werden; über weite Strecken wird die Handlung von einem Erzähler wiedergegeben. Der Film war schließlich im April 1964 fertiggestellt. Die Kostüme schuf Rebecca Boltres, die Filmbauten stammen von Bud Raab; für die Spezialeffekte war Clifford Stine zuständig.
Kurz vor seiner Aufführung im Kino wurde der Film durch die Teledynamics Corporations für die Fernsehauswertung gekauft. In den USA erschien der Film unter anderem 1985 im Rahmen der VHS-Reihe Saturday Night Shockers sowie 2008 auf DVD. Die Comedy-Fernsehreihe Mystery Science Theater 3000 (MST3K) stellte den Film am 17. September 1994 vor, wobei er im Stil der Reihe humoristisch kommentiert wurde.

## Kritik
Der Film erhielt negative Kritiken, so wurde er als „einer der schlechtesten Filme aller Zeiten“ bezeichnet sowie als „atemberaubend furchtbar“. Negativ hervorgehoben wurde dabei das „berüchtigte gefleckte Wollteppichmonster“, das vor allem von hinten an einen gefleckten Teewärmer erinnere. Andere Kritiker umschrieben das sehr langsame Monster als „Hochflorteppichkiller“ („killer deep-pile carpet“); der Film werde urkomisch erzählt, während „Menschen geduldig darauf warten, vom mörderischen Teppich gegessen zu werden“.